# Vampires Everywhere!
Vampires Everywhere! ist eine 2009 gegründete Metalcore-Band aus Los Angeles, die sich 2013 zunächst auflöste und zwischen 2015 und 2016 wieder aktiv war. Im Jahr 2021 kündigte Michael Vampire das zweite Comeback der Gruppe an.

## Geschichte

### Die Anfänge und zwischenzeitliche Trennung
Vampires Everywhere! wurde im Jahr 2009 von Sänger Michael „Vampire“ Orlando in Los Angeles gegründet. Zur Originalbesetzung zählten die beiden Gitarristen Zak Dunn und Aaron Martin, der Keyboarder Jason Shaffer, der Bassist Alexander Hernandez und der Schlagzeuger David Hernandez.
Am 9. Februar 2010 erschien die Debüt-EP Lost in the Shadows, auf welcher das Stück Immortal Love zu finden ist. Das Lied wurde auch auf dem Debütalbum Kiss the Sun Goodbye, welches am 17. Mai 2011 über Hollywood Waste Records und Century Media veröffentlicht wurde. Zu dem Lied wurde ein Musikvideo gedreht, wobei Scott Hansen, welcher mit A Skylit Drive, Carnifex, A Day to Remember und Alesana zusammenarbeitete, Regie führte. Das Musikvideo erhielt Airplay auf MTV2, Heavy Rotation und Fuse on Demand.
Es folgten Tourneen mit Gruppen wie den Murderdolls, Our Last Night, Escape the Fate, Polkadot Cadaver, Wednesday 13 und weiteren Bands. Im Juli und August 2010 spielte die Band zudem eine ausgedehnte Nordamerika-Tournee im Vorprogramm von Get Scared und Black Veil Brides.
Am 19. Juni 2012 erschien mit Hellbound and Heartless das zweite Studioalbum der Band. Die Gruppe hatte mit mehreren Besetzungswechseln zu kämpfen, sodass die Band zu dem Zeitpunkt der Albumveröffentlichung aus Sänger Michael Vampire, sowie den Gitarristen DJ Black und Aaron Martin bestand. Den Sommer verbrachte die Gruppe auf der Warped Tour. Im März des Jahres 2013 tourte die Gruppe als Vorband für Orgy und Davey Suicide.

### 2013–2015: Zwischenzeitliche Auflösung undThe Killing Lights
Am 14. November 2013 gab Sänger Michael Vampire bekannt, dass Vampires Everywhere aufgelöst würde. Er gab zu demselben Zeitpunkt bekannt, dass er ab sofort mit neuen Musikern unter damen Namen The Killing Lights arbeiten wolle. Zudem wurde mit Don't Turn Around eine erste Demo veröffentlicht.
Zwischen dem 8. und 18. Februar 2014 absolvierte die Band ihre erste Tournee durch das Vereinigte Königreich. Dabei war die Gruppe im Vorprogramm von The Defiled und den Butcher Babies zu sehen. Am 21. Oktober 2014 wurde mit Until I Bleed die erste Single für die Debüt-EP offiziell bei Kerrang! vorgestellt. Die nach der Band benannte EP wurde am 2. Dezember 2014 veröffentlicht. Am 11. Dezember 2014 wurde ein Musikvideo zu dem Lied Until I Bleed veröffentlicht.

### Wiederbelebung vonVampires Everywhere!und abermalige Trennung
Im Februar 2015 folgte die Wiederbelebung der Band Vampires Everywhere. Zu Sänger Michael Vampire und Gitarrist DJ Black – welcher bereits bei Hellbound and Heartless aktiv in der Band war –, stießen mit Schlagzeuger Joshua Ingram und Bassist Bryan Allen zwei weitere Musiker. Die Gruppe verbrachte das Jahr hauptsächlich mit den Arbeiten an dem neuen Album, wobei sie von David Bendeth und Matt Good unterstützt wurden. Am 22. Dezember 2015 veröffentlichte die Gruppe die erste Singleauskopplung namens Black Betty. Das Album trägt den Namen Ritual, welches Anfang 2016 erschien. Das Album wurde für den 18. März 2016 angekündigt.
Zwischen dem 30. November und dem 18. Dezember 2015 tourte die Band mit Consider Me Dead durch mehrere Städte in den Vereinigten Staaten. Ende Februar 2016 startete die Gruppe auf einer Nordamerikatournee mit Chasing Safety um ihr Album zu bewerben. Die Tournee endet am 29. März 2016 in Roswell, New Mexico. Nur wenige Wochen später war die Gruppe im Vorprogramm von Filter und Orgy auf deren Nordamerikakonzertreise, welche am 21. Mai 2016 in Los Angeles, Kalifornien endete, zu sehen. Eine Konzertreise durch Europa im Herbst, bei der die Gruppe im Vorprogramm von Yashin spielen sollte, wurde abgesagt da Yashin am 4. August 2016 ihre Trennung verkündeten.
Im Jahr 2016 trennte sich die Gruppe erneut. Sänger Michael Vampire gründete kurz darauf die Rockband Dead Girls Academy.

### Zweites Comeback
Mitte März 2021 kündigte Michael Vampire das zweite Comeback der Gruppe an. Das erste Konzert ist für den Sommer im Rahmen des Summit Music Fests im Summit County geplant. Mitte Juli veröffentlichte die Gruppe ihre Comeback-Single Witch und kündigte mit The Awakening eine EP an, die bei Cleopatra Records erscheint. Darüber hinaus wurde für Oktober gleichen Jahres eine Konzertreise durch die Vereinigten Staaten führt und von Assuming We Survive und The Bunny, the Bear begleitet wird.

## Stil
Die Musik von Vampires Everywhere! konnte zu Beginn dem Metalcore, Post-Hardcore und aufgrund von elektronischen Einschüben auch als Trancecore bezeichnet werden. Der Klang der Gruppe auf dem Debütalbum Kiss the Sun Goodbye wurde als die vermisste Verknüpfung zwischen Avenged Sevenfold und AFI bezeichnet. Textlich wurden romantische Märchen über Untote erzählt. In einem Interview erzählte der Sänger, dass er sich bei den lyrischen Thematiken nicht von Filmen wie True Blood oder Twilight, sondern von den „Klassikern“ inspirieren ließ. Diese machte er in Nosferatu, Dracula, The Lost Boys und Fright Night aus.
Auf dem zweiten Longplayer Hellbound and Heartless änderte die Gruppe ihre musikalische Ausrichtung radikal. Gründe waren unter anderem die stetigen Musikerwechsel als auch der ausbleibende Erfolg des Debütalbums. Die Gruppe orientierte sich auf dem Nachfolger von Kiss the Sun Goodbye mehr in Richtung Shock Rock, wobei Marilyn Manson als musikalisches Vorbild fungiert. Allerdings wurden auch Orgy zu den musikalischen Einflüssen gezählt. Auch die Liedtexte änderten sich. So wurde auf Hellbound and Heartless über Drogenkonsum, Tod und die Hölle gesungen. Laut Gavin Lloyd vom Metal Hammer schaffte es die Gruppe nicht an Aufmerksamkeit zu gewinnen, da Gruppen wie Motionless in White und Davey Suicide zu diesem Zeitpunkt einen ähnlichen Musikstil prägten bzw. größere Anerkennung finden konnten.
Die Musiker gaben Gruppen, wie Behemoth, Cannibal Corpse und Dimmu Borgir als weitere musikalische Einflüsse an. Der Gesang von Michael Vampire erinnere (auf der The Killing Lights EP) zeitweise an Oliver Sykes. Auch wurde der Klang als eine günstigere Version von Bring Me the Horizon (als Beispiel wurde das Lied It Never Ends genannt) beschrieben, welcher mit Chören vergleichbar mit Black Veil Brides ausgestattet wurde. Die Lieder Bearly Breathing oder Lies Spread Like Fire lassen ferner an Of Mice & Men beziehungsweise an Asking Alexandria erinnern.
Zu den weiteren musikalischen Einflüssen nennt die Band Künstler wie Slipknot, Atreyu, The Black Dahlia Murder, Children of Bodom, August Burns Red, As I Lay Dying, Death und Obituary.

## Name
Der Bandname Vampires Everywhere! basiert auf einen fiktiven Comic gleichnamens aus dem Film The Lost Boys. Der Name The Killing Lights entstand aufgrund eines schweren Autounfalls, den Sänger Michael Vampire überlebte. Er schrieb, dass der Name zu seiner zeitweiligen Situation gepasst habe.

## Diskografie

### Als Vampires Everywhere!

#### Singles
- 2010: Undead Heart (Century Media)
- 2012: Drug of Choice (Hollywood Waste)

#### EPs
- 2010: Lost in the Shadows (Century Media)

#### Alben
- 2011: Kiss the Sun Goodbye (Hollywood Waste Records)
- 2012: Hellbound and Heartless (Hollywood Waste Records)
- 2016: Ritual

### Als The Killing Lights

#### Singles
- 2014: Lies Spread Like Fire
- 2014: Until I Bleed

#### EPs
- 2014: The Killing Lights